# Ногидзака (станция)
Станция Ногидзака (яп. 乃木坂駅 ногидзака эки) — железнодорожная станция на линии Тиёда, расположенная в специальном районе Минато, Токио. Была открыта 20-го октября 1972 года. Станция обозначена номером C-05. На станции установлены автоматические платформенные ворота.

## Планировка станции
Одна платформа островного типа и два пути.
| 1 | ○ Линия Тиёда | Омотэсандо, Ёёги-Уэхара, Каракида (Линия Тама)           |
| 2 | ○ Линия Тиёда | Отэмати, Кита-Сэндзю, Аясэ, Абико (JR East Линия Дзёбан) |

## Близлежащие станции
| «          |  | Линия       |  | »       |
| ---------- |  | ----------- |  | ------- |
| Омотэсандо |  | Линия Тиёда |  | Акасака |